# 河南血祸
河南“血祸”是指20世紀90年代发生于中华人民共和国以华中地区河南省为中心的艾滋病大规模传播事件。事件起因主要是各地的血浆经济，艾滋病的主要传播途径以血液传播为主，感染者大多参与过卖血或在疫区接受输血。疫情最早披露于河南省，河北、山東、山西、安徽、四川、貴州等地疫情都较为严重，以河南省的大流行最为知名，但没有证据证明河南省是上述地区中疫情最为严重的地区。

## 背景
20世紀80年代后期开始，为了缓解城市中的“血荒”问题，中央政府采取了“计划献血”的政策，向各地方政府下发采血指标。同时期中国也从国外进口血液制品设备，希望发展血液制品行业。由于卖血既可以帮助完成采血指标，又可以让农民“增加收入”，地方官员们开始和农村血贩们合谋鼓励卖血，农村也涌现出了大量单采血浆站和农民献血者，献血者每人每次可以领取50元，民间俗称“胳膊一伸，露出青筋，一伸一拳，五十大元”；而血贩则可以从官方的血液中心及采血公司获取报酬；这也催生出农村的卖血产业链。
“单采血浆”是指把采到的人血经离心机分离，取走血浆后再把红细胞回输给卖血者，使其能很快恢复体力；而抽取的血浆并不能直接用于供血，而往往用于医药公司制成血液制品。但在实际过程中，为了加快采血速度，采血站往往会将前一位供血者分离出血直接输给下一位供血者，这也大大增加了艾滋病、乙肝等血液传播疾病的感染概率。并且血站有时还会欺骗卖血者回输血球可以控制贫血，从而增加献血次数，献血者往往主动同意回输血液。
此外，艾滋病刚刚进入中国，直到1995年每年报道的艾滋病感染者只有千余，主要通过毒品和性传播，且传播范围相对有限──由于艾滋病在国外主要通过注射毒品与性接触传播──基于中国人婚恋观念相对保守以及国家严厉打击毒品等原因，医疗界许多人都不认为艾滋病有可能在中国大流行，因而也缺乏相应的应对措施。

## 事件

### 起因
事件直接起因是河南当地以卖血为产业的“血浆经济”。1992年，河南省卫生厅和河南红会血液中心达成协议，将血液计划指标一次性拔高到原来的两倍，企图超额完成分配的献血指标。在当时的中共河南省委书记李长春以及担任河南省卫生厅厅长的刘全喜大力推动下，卖血更是成为一种风潮，政府更是提出了“要想奔小康，赶紧卖血浆”的宣传语，而河南睢縣電視台更是在广告中宣称“不卖血就是不爱国”，大量农村人口参与其中。
香港《亚洲周刊》称卫生厅长刘全喜是事件的直接责任人，其本人在上任之初撤换河南省生物制药所负责人，并联系美国生物制药公司，洽谈血液出口事宜，由此卫生厅下属成立各类血液采集机构，还允许许多军政企业挂靠其下从事血液交易，刘的许多亲属都直接经营血站。刘全喜更是在卫生厅会议上公然宣称，“河南需要大力发展第三产业，大办血站”，河南有9000万人口，80%都是农民，即便只有极少数愿意献血，将血液收集起来卖给血浆公司，“也可以创造上亿元的价值，走向脱贫之路”。

### 艾滋病大流行
1991年，作为河南省人大代表的高耀洁了解到河南部分农村因为卖血而肝病流行，同年河南南部许久未见的疟疾重新开始流行，次年河南普查发现丙肝发病率堪比乙肝。1993年，河南省周口地区主管血库的王淑平医生发现部分献血者肝化验数据异常，发觉丙肝流行，并上报卫生厅。后来她有听河南省卫生厅说天津血站有发现艾滋病混入──1995年，她首次化验检测到艾滋病例，然后收集各地409份样本用4家公司试剂检测艾滋病，发现HIV抗体阳性反应率均在13%左右，因此携带样本到北京访问预防医学科学院院长曾毅，最终确认16份样本检测出13份HIV阳性，3份不确定，最终上报艾滋病流行。王淑平在自述书中提到卫生厅会议上当时的省疾病防控处处长指责她要将“卫生厅厅长和处长搞下台”，她的工作单位最终被解散，本人也在2001年飘零美国。1996年，高耀洁教授在河南省会第一次会诊到艾滋病人，发现感染源来自于血库，随后开始对艾滋病疫情的调查，并自行出资进行防艾宣传活动。而早在1994年，河南的卫生检疫部门就已经从兰州和上海生物制药所知悉其所提供的血浆含有艾滋病。

### 整治和隐瞒
1993年开始，河南当局已经在部分地区整顿血站。1995年3月，河南省政府下发通知关停全部县级血站，到1996年初血站基本关停。从此血浆经济开始由明面转为地下，据统计“血祸”中绝大多数感染者都是在1995-1996年间受感染，有部分专家认为这些地下血站导致了绝大多数感染案例。1997年，血贩也受到政府强力打击，血浆经济逐渐销声匿迹。
与此同时，发掘事实的许多医生和记者都受到不同程度的打压。除了河南，许多地方都有因为血浆经济而引发的感染病大规模流行，河南也被怀疑不是唯一的重灾区。直到2001年，中国中央电视台第一次以“血祸”正式官方报道，到2004年河南省首次普查确认艾滋疫情，虽然信息不断被披露，但直到今天中国艾滋病疫情的真相仍然不明。高耀洁、王淑平等人则认为中国艾滋病疫情远远超过其所宣称的程度。

## 结果和影响
河南、贵州等地地方政府对血液买卖采取遮掩或者逃避责任的态度，阻挠政府科学家的调查。英国《卫报》转引中国官员解释隐瞒疫情的原因：“如果他们认为我们省有大量的艾滋病病例，谁会在我们省投资？”中央政府被指责对地方政府的举措保持沉默。相关事件曾为政府的禁忌话题，陈秉中等曾呼吁为当年事件追究责任。
直到2001年，事故才受到官方承认。据官方估计，截止2004年，吸毒者及血祸受害者在内的艾滋病感染者占中国大陆全国感染者的三分之二以上；自由亚洲电台则保守估计至少有30万人感染艾滋病；2001年，中国中央电视台在“血祸”报道中估计HIV全国感染者已达60万；香港《亚洲周刊》报道，河南省内共有140万人参与“血浆经济”，上百万人感染艾滋病，数万人因此死亡，并引述“中国民间预防艾滋病第一人”之称的高耀洁，“以每个县平均2万人感染计算，至少有102万人感染艾滋病”，而报道中引述的法国《解放报》更是推测河南有150万感染者。但河南省疾病预防控制中心在2006年发表的《河南省艾滋病疫情现状及流行形势分析》称全省只确认了31578例艾滋病阳性案例，确诊AIDS现症病人19488例，已死亡4891例，并结论河南艾滋病已进入低流行状态。
事件也导致了乙肝发病率提高，据南京医科大学研究统计，中国血浆捐献者感染乙肝病毒的概率是捐献全血者的三倍。美国无偿献血中心直到今天都会在献血前的调查问卷中严格限制来自河南、贵州等卖血重灾区的献血者资格。大量受感染的献血者以及输血者长期以来都得不到相应的补偿，乃至受到官方打压。
事发后，河南省内的所有个人商业血站关闭；1998年，中国政府颁布了《献血法》，法律上取缔了血液交易；为了缓解“血荒”问题，政府还命令军人、国企员工以及学生义务献血。但是血站还是在向偏远的贵州、广西等地区转移，一时间贵州供应了全国血液的40%，间接导致了贵州的乙类传染病（乙肝、艾滋病）爆发，贵州也在2006年关闭了全部的商业采血站，但还是一年后重新开放由制药企业主办的商业血站。2004年，中国卫生部宣称，无偿献血已经占到了献血总量的85%，中国已经逐步实现有计划指令向无指标的自愿无偿献血的过渡，但时至今日各地的计划献血指标仍然存在。
当时主事河南的时任中共河南省委书记李长春、以及事件起因相关的时任河南省卫生厅厅长劉全喜等人都免于问责：刘全喜在2002年当选中共十六大代表，退休后仍担任省人大代表；而李长春则于1997年起进入中共中央政治局并于1998年调任中共广东省委书记，后于2002年晋升中共中央政治局常委，2012年顺利退休，而据《亚洲周刊》报道，4名河南纪委长期以来联名举报李长春，但一直未能成功。继任河南省省长李克强虽然是临危受命，首次进行了省级的艾滋病普查，缓解了艾滋病疫情，但任内前期仍然封锁有关艾滋病流行的消息。李克强本人的仕途也没有受到太大影响，在2002年升任中共河南省委书记并在2004年转任中共辽宁省委书记，后于2007年晋升中共中央政治局常委，2013年李克强当选国务院总理，2023年顺利退休并在同年10月因病去世。最早报道这一事件的高耀洁则于2009年8月出奔美国，对BBC记者坦言担心受到中国政府逮捕，并在海外陆续出版有关中国艾滋病现状的书籍，于2023年12月10日在美国纽约逝世。